# زيفي زيلكر
زيفي زيلكر (بالعبرية: צבי צילקר‏) (من مواليد 13 مارس 1933) هو سياسي إسرائيلي شغل منصب العمدة الثاني والرابع على التوالي لأشدود.

## الخلفية
ولد زيلكر في غوسترو بألمانيا لعائلة يهودية، وهاجر إلى فلسطين مع عائلته في عام 1935 في سن الثانية.
أدى الخدمة العسكري الإلزامية في الجيش الإسرائيلي قائدًا لبطارية مضادة للطائرات في سلاح الجو الإسرائيلي، وأتم خدمته برتبة مقدم. حصل على درجة البكالوريوس في الهندسة المدنية ودرجة الماجستير مع التخصص في نظم التخطيط من التخنيون. بدء تحضير الدكتوراه في الجامعة العبرية في القدس لكنه لم يكملها.

## المهنة
عمل زيلكر لمدة عامين مهندسًا في وزارة الإسكان، وسنتين أخريين مهندسًا لبلدية بيت شيمش. من سنة 1962 إلى سنة 1968، شغل منصب مهندس مدينة لأسدود. انتخب رئيس بلدية أشدود في عام 1969 واستمر في هذا المنصب حتى عام 1983، عندما استُبدل بأرييه أزولاي. خلال فترة ولايته، قسمت أسدود إلى مناطق مستقلة يمكن أن تعمل بشكل مستقل. من سنة 1978 إلى سنة 1983، كان أيضًا رئيسًا للسلطات المحلية في مركز البلاد. وخلال مسيرته المهنية شغل أيضًا منصب رئيس لجنة المالية لاتحاد السلطات المحلية، وعضوًا في مجلس الموانئ والسكك الحديدية. في عام 1984، عُيين مديرًاا عاما لوزارة الاتصالات، ومن سنة 1985 إلى سنة 1986 ترأس وزارة العمل والشؤون الاجتماعية. في عام 1986 عُيين رئيسًا لمجلس الهندسة والهندسة في إسرائيل، ومن سنة 1987 حتى 1990 ترأس جمعية المقاولين والبنائين في إسرائيل. في مارس 1989، انتخب مرة أخرى عمدة لأسدود، وخدم حتى عام 2008، عندما استُبدل بيحيئيل العسري. ترشح لرئاسة البلدية مرة أخرى في عام 2013 لكنه خسر.

## الحياة الشخصية
زيلكر متزوج وله ثلاثة أولاد.